# Ladislav Hlaváček
Ladislav Hlaváček (né le 26 juin 1925 à Veltruby - mort le 21 avril 2014 à Prague) est un joueur de football international tchécoslovaque (tchèque).

## Biographie

### Club
Hlaváček passe sa carrière dans deux grands clubs de la capitale tchécoslovaque, Prague. Il joue d'abord pour le géant tchèque du Slavia Prague, avant de rejoindre en 1954 le Dukla Prague.
Il est surtout connu pour avoir terminé meilleur buteur du championnat de Tchécoslovaquie lors de la saison 1949 avec 28 buts.

### Sélection
Il participe à sa première sélection en 1948 avec l'équipe tchécoslovaque. 
Il est ensuite sélectionné pour disputer la coupe du monde 1954 en Suisse, où la Tchécoslovaquie ne dépasse pas le premier tour. Il termine sa carrière la même année, totalisant 5 buts marqués en 15 matchs.

## Palmarès
- Meilleur buteur du championnat de Tchécoslovaquie (1) :

1949 (28 buts)